# Torino–Fossano–Savona-vasútvonal
A Torino–Fossano–Savona-vasútvonal egy normál nyomtávolságú, nagyrészt kétvágányú, 3000 V egyenárammal villamosított 153 km hosszúságú vasútvonal Olaszországban Torino és Savona között. A Ferrovie dello Stato (FS) üzemelteti. Ez összeköti Piemont régiót Savonával a mediterrán ligur partvidékén, és átszeli az Appenninek hegyvonulatát. A hegyvidéki részen a kétvágányú pálya vágányai nem párhuzamosan haladnak, mint általában, hanem néha külön-külön vonalként.

## Története
A vonal több építési fázisban épült:
- 1848: Torino – Trofarello
- 1853: Trofarello – Savigliano – Fossano
- 1874: Ceva – Savona, keresztül Ferrania-n
- 1923: San Giuseppe – Altare
- 1933: Fossano – Ceva
- 1954: Altare – Savona

Torinó és Savona közötti folyamatos vasúti kapcsolatot 1874-ben avatták fel. Savonából indulva az út Ferranián keresztül San Giusepéig és Ceváig vezet. Ezen a területen eredetileg egyvágányú vonal épült. Ceva és Torino közötti kapcsolat eredetileg Brán keresztül vezetett, ám a Ceva–Bra szakasz ma már nagyrészt bezárt és egy új kétvágányú szakasz helyettesíti.
A 20. század elején megkezdték tervezni a vonal kétvágányúvá történő bővítését. Az első lépés az Apennine-hegység északi részén lévő vonalrész megépítése volt, Cevától Mondovìn át Fossanóig. Ez a szakasz 1933-ban készült el, és egyben a Bra fölötti korábbi kanyargós útvonal helyettesítésére is szolgált. Fassanóban kapcsolat van a Cuneótól Torinóig tartó kétvágányú vonallal.
A San Giuseppe és Savona közötti hegyi vonal kétvágányúvá bővítésének megtervezése komoly nehézségeket okozott. A hegyvidéki terep miatt teljesen új nyomvonalat választottak, amelyet kezdetben egyetlen vágányként valósítottak meg, de a későbbiek során lehetőség volt a kétvágányúvá bővítéshez. Ezt a régi vonal helyettesítésére is szánták. A munkát az első világháború késleltette, 1923-ban elkészült egy hat kilométeres szakasz San Giuseppe és Altare között. Az építkezés tovább csúszott, így a Savona felé vezető teljes útvonalat csak 1954-ben tudták üzembe helyezni. Mind a régi, mind az új útvonalnak számos alagútja és hídja van, az új útvonal különlegessége egy spirálalagút, amely képes lett megbirkózni a liguriai oldal meredek magasságkülönbségével. A párhuzamos pálya építéséről és az eredeti vonal lezárásáról jelenleg a politikai testületek tárgyalnak.
A Ceva és San Giuseppe közötti szakasz jelenleg változatlanul egyvágányú. Véletlenül az A6-os autópálya Torinótól a liguriai Savona felé szintén két külön nyomvonallal rendelkezik, amelyeknek történelmi okai vannak.